# Geoff Green
Geoff Green (Winnipeg, Manitoba, 1955. március 4. –) kanadai jégkorongozó.

## Pályafutása
Komolyabb junior karrierjét az Ontario Hockey Associationban szereplő Toronto Marlborosban kezdte 1972 végén. A szezon végén 1973. május 12-én megnyerték a Memorial-kupát. Ez volt junior pályafutása legnagyobb sikere. A következő szezonban átkerült a szintén OHA-s Sudbury Wolvesba ahol 1975-ig játszott. Az OHA-ban a második éve volt a legjobb. Ekkor 67 mérkőzése 77 pontot szerzett. Az 1975-ös NHL-amatőr drafton a New York Islanders választotta ki a 11. kör 183. helyén. Az NHL-ben sosem játszott. Első felnőtt idényében 1975–1976-ban az NAHL-es Erie Bladesben játszott egy teljes évet, ami 70 mérkőzés volt. A következő évben az IHL-es Muskegon Mohawksba került. Végül 1977–1979 között az OHASr.-ben játszott két csapatban egy-egy évet. Előbb a Brantford Alexandersben majd a Barrie Flyersben. Ezután visszavonult.

## Díjai
- J. Ross Robertson-kupa: 1973
- Memorial-kupa: 1973